# Guna (grammatica sanscrita)
Guṇa è un termine della grammatica sanscrita che designa un grado apofonico, per la precisione il "grado normale", in contrapposizione alla vr̥ddhi ("grado allungato").
Sincronicamente, il guṇa contempla la presenza di una vocale a breve (storicamente ciò corrisponde alla presenza di una vocale *e od *o indeuropea). La vocale a unita alle vocali i e u  forma dei dittonghi che danno come esito le vocali intermedie (lunghe) e < *ai ed o <*au. Nella vr̥ddhi, invece, i "dittonghi lunghi" *āi ed *āu si abbreviano in dittonghi semplici ai ed au.
| vocale di base: | a | i  | u  | r̥  | l̥  |
| guṇa:           | a | e  | o  | ar | al |
| vr̥ddhi:         | ā | ai | au | ār | āl |